# The Coils of Apollyon
The Coils of Apollyon ist das dritte Studioalbum der indischen Heavy-/Thrash-Metal-Band Kryptos. Es erschien im Jahre 2012 über AFM Records.

## Entstehung und Hintergrund
Nach der Veröffentlichung ihres zweiten Studioalbums The Ark of Gemini ließ sich die Band mit der Produktion des Nachfolgealbums Zeit. Sänger und Gitarrist Nolan Lewis erklärte in einem Interview, dass sich die Band nicht beeilen wolle, um dann ein mittelmäßiges Album zu veröffentlichen. Aufgenommen wurde das Album in den Grey Studios in Neu-Delhi. Anupam Roy übernahm die Produktion, die Abmischung und das Mastering. Der Aufnahmeprozess dauerte eineinhalb Monate. Das Albumcover wurde von Mark Riddick entworfen. In Indien erschien das Album bereits am 18. Februar 2012, während AFM Records am 21. September 2012 das Album im Rest der Welt veröffentlichten. Die AFM-Version enthält keine Bonustrack und unterscheidet sich nur durch geringfügige Änderungen im Booklet von der indischen Version.

## Titelliste
| 1. The Mask of Anubis – 4:30 2. The Coils of Apollyon – 4:09 3. Serpent Mage – 6:51 4. Nexus Legion – 5:23 5. Eternal Crimson Spires – 6:57 | 1. Spellcraft – 3:48 2. Starfall – 6:04 3. Visions of Dis – 8:10 4. The Isle of Voices – 1:37 |

## Rezeption
Frank Albrecht vom deutschen Magazin Rock Hard beschrieb The Coils of Apollyon als eine „wundervolle, erdige und bodenständige Metalscheibe“, die „mit traditionsbewusstem, aber keineswegs ewiggestrigem Heavy Metal glänzen kann“. Für das „vielseitige Album, das Appetit auf mehr macht“ vergab Albrecht acht von zehn Punkten. Für Thomas Meyns vom Onlinemagazin Metalnews können sich Kryptos „mit viel Eigenständigkeit von einem Großteil der derzeit aktiven Retro-Thrashern abheben“. Er lobte „das hohe Maß an technischen Fähigkeiten“ und vergab sechs von sieben Punkten. Katharina Beck vom Onlinemagazin Metal.de hingegen kritisierte das Album als „wenig eigenständig und besonders“. Riffs und Melodien wirken „regelgerecht abgegriffen und abgenutzt“ während das Album als Ganzes „etwas gleichförmig wirkt“. Beck vergab sechs von zehn Punkten.